# Pseudomyrmex termitarius
Pseudomyrmex termitarius (лат.) — вид древесных муравьёв рода Pseudomyrmex из подсемейства Pseudomyrmecinae (Formicidae). Новый Свет.

## Описание
Муравьи мелкого размера (около 7 мм), двуцветные: голова и брюшко буровато-чёрные, грудь красновато-коричневая). Скапус короткий. Имеют относительно крупные глаза и сильное жало. Тело узкое, ноги короткие. Стебелёк между грудкой и брюшком состоит из двух узловидных члеников (петиоль и постпетиоль). Живут в полостях живых деревьев и кустарников различных растений, с которыми находятся во взаимовыгодных отношениях.
Де Оливейра с соавторами, изучая в 20125 году заселение муравьями деревьев Cecropia на юго-западе Баии (Бразилия), обнаружили колонию Pseudomyrmex termitarius, гнездящуюся на дереве Cecropia pachystachya. В 2019 году этот вид муравьёв был обнаружен на внецветковых нектарниках растения Turnera subulata в северо-восточной Бразилии (12°16′24″ ю. ш. 38°57′20″ з. д.) в растительности Каатинга. Pseudomyrmex termitarius был классифицирован как подчинённый вид и наблюдался редко.
Семьи малочисленные, сдержат до 75 муравьёв.

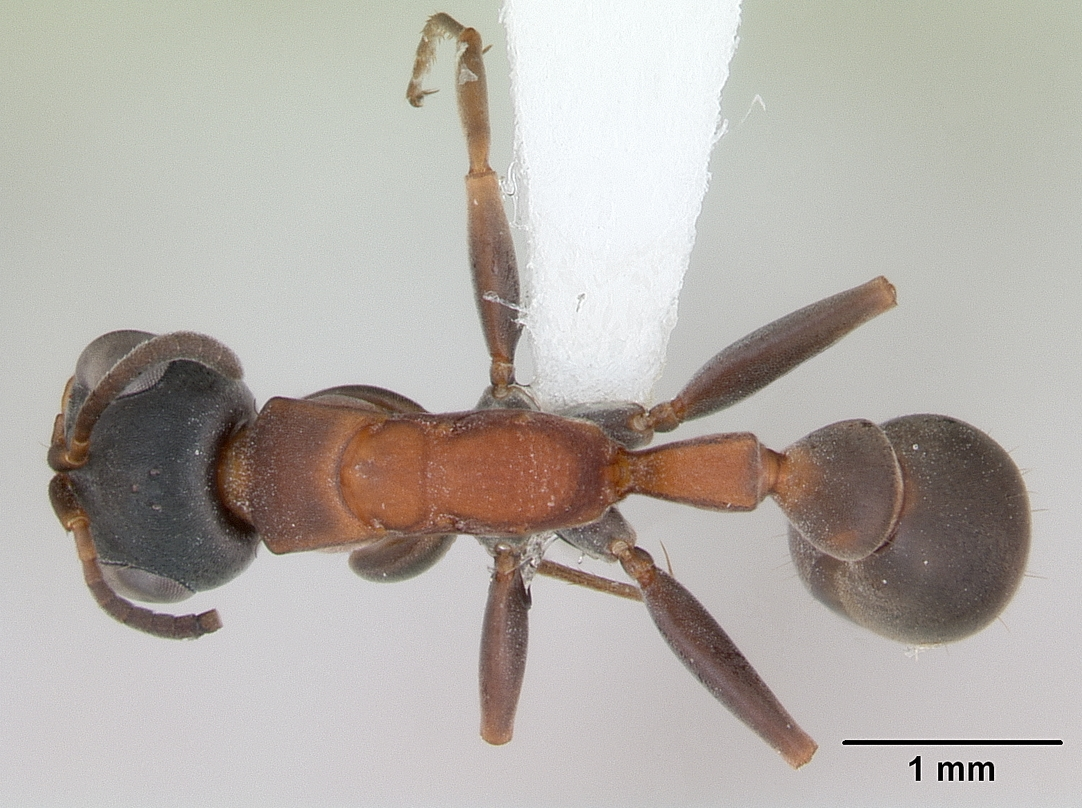
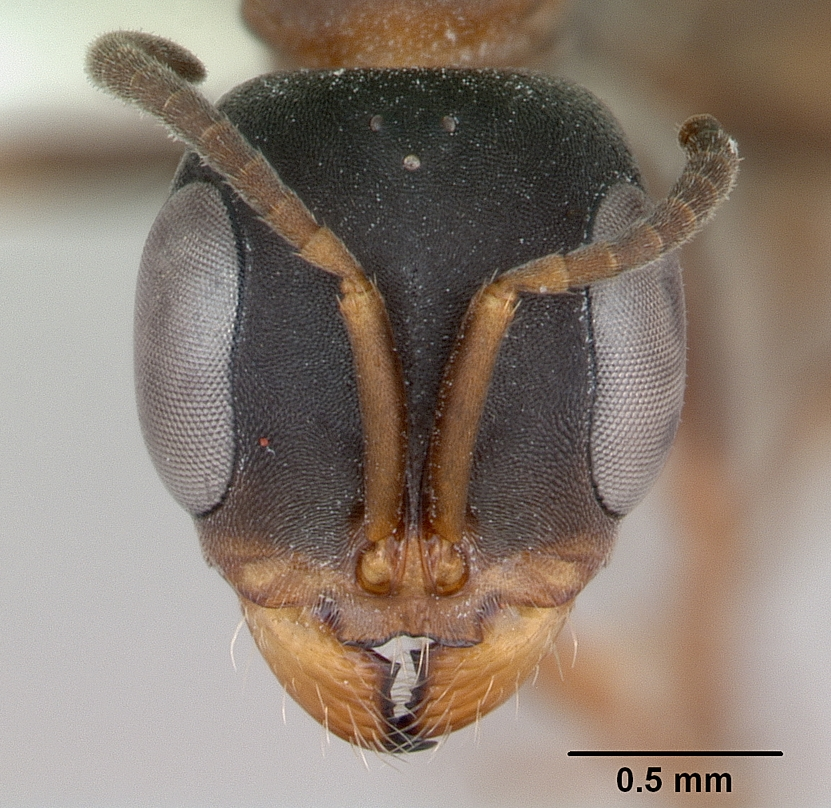

### Мимикрия
В саванне центральной Бразилии обнаружен вид муравьёв Camponotus blandus (Camponotus), очень похожий по окраске и размеру на Pseudomyrmex termitarius. Оба вида широко распространены в Неотропическом регионе, но случаи мимикрии между ними, по-видимому, ограничены популяциями, населяющими гнёзда термитов Cornitermes cumulans (Cornitermes) в бразильском Серраду. Полевые наблюдения и раскопки термитников показали, что Camponotus blandus делит гнездовые камеры и кормовые тропы с P. termitarius, а рабочие обоих видов взаимно толерантны. Наблюдения позволяют предположить, что морфологическое и поведенческое сходство между этими видами представляет собой бейтсовскую мимикрию, в которой относительно съедобный Camponotus blandus подражает ядовитому P. termitarius для избегания хищников. Такая связь между колониями муравьёв-термитофилов этих видов может также предполагать некоторый уровень парабиотического взаимодействия.
Другим сходным с Pseudomyrmex termitarius примером служит паук Grismadox elsneri (Corinnidae), который обнаружен совместно с этими муравьями на травянистых растениях и впервые описан в 2022 году. Паук обладает сходного размера телом, а красноватые части ног первых двух пар пауков напоминают усики и передние ноги муравьёв.

## Систематика и этимология
Вид был впервые описан в 1855 году британским энтомологом Фредериком Смитом (1805—1879) по материалам натуралиста Генри Уолтера Бейтса из Бразилии, где были найдены в гнёздах термитов (предположительно, отсюда видовое название P. termitarius) Валидный статус подтверждён в 1980—1990-е годы в ходе ревизии американским энтомологом Филом Уардом (Ward, P. S.). Принадлежит к видовой группе tenuis species group вместе с видами Pseudomyrmex boopis, Pseudomyrmex denticollis, Pseudomyrmex tenuis.

## Распространение
Южная Америка: Аргентина, Боливия, Бразилия, Венесуэла, Колумбия, Французская Гвиана, Гренада, Гайана, Малые Антильские острова, Панама, Парагвай, Перу, Суринам, Тринидад и Тобаго.